# Яку, Эдди
Э́двард (Эдди) Я́ку (англ. Edward (Eddie) Jaku, при рождении Авраам Саломон Якубович (нем. Abraham Salomon Jakubowicz); 14 апреля 1920, Лейпциг, Веймарская республика — 12 октября 2021, Сидней, Австралия) — узник нескольких нацистских концлагерей во время Второй мировой войны. Автор бестселлера «Самый счастливый человек на Земле», опубликованного им в год своего столетнего юбилея.

## Ранние годы
Эдвард родился в 1920 году в Лейпциге, Восточная Германия. Старший сын в семье Исидора и Лины Якубович, кроме него, у супругов родилась дочь Йоханна (Хенни). Отец Эдди был польским иммигрантом еврейского происхождения, переехавшим в Германию в 1914 году, владел небольшой фабрикой.

Я, когда был мальчишкой, искренне верил, что стал частью самого просвещённого, самого культурного и уж точно самого образованного общества в мире. Как же я ошибался! (Эдди Яку, «Самый счастливый человек на Земле»)
В 1933 году окончил 32-ю Народную школу в Лейпциге и поступил в гимназию имени Лейбница. Однако, из-за проводимой государством антисемитской политики, вскоре был исключён из гимназии как еврей. Отец изготовил для Эдди документы на имя Вальтера Шляйфа, немецкого сироты, пропавшего без вести. Под этим именем Эдди поступил в Jeter und Shearer — машиностроительный колледж в Тутлингене, в девяти часах езды на поезде от Лейпцига.
В Тутлингене Эдди ходил на учёбу каждый день, а ночевал в находившемся поблизости детдоме, в спальне, которую делил с мальчиками старше себя. Он получал небольшую стипендию, которую тратил на покупку одежды и других предметов первой необходимости. Связь с родителями в это время он поддерживал крайне редко. Писать письма было небезопасно, а звонил Эдди с телефона, находившегося в подвале универмага, до которого добирался длинным и запутанным путём, чтобы его точно никто не смог выследить.

Что и говорить, под маской Вальтера Шляйфа мне жилось одиноко: я никому не мог сказать, кто я на самом деле, и никому не мог довериться. Раскрыв свое еврейское происхождение, я подверг бы себя опасности. Особую осторожность следовало соблюдать в душе и туалете: нельзя было допускать, чтобы другие мальчики заметили, что я обрезан. Можете себе представить, о чём мне приходилось заботиться?
Кроме того, в Тутлингене у него не было доступа к газетам и радио, и все пять лет учёбы Эдди понятия не имел о том, что происходит в стране.

## 1938—1945
В 1938 году Эдди сдал выпускные экзамены и был удостоен звания лучшего ученика года. Вступил в профсоюз, устроился на работу по изготовлению медицинских инструментов. Проработав несколько месяцев, Эдди решил навестить семью в день 20-й годовщины свадьбы родителей. Желая сделать им сюрприз, он не предупредил их о своём приезде.

Самую большую ошибку молодости я совершил 9 ноября 1938 года.
Эдди вернулся в Лейпциг накануне Хрустальной ночи. Дома он не нашёл никого из родных (зная о надвигающемся погроме, они скрылись, не известив Эдди, так как считали, что он далеко и в безопасности) и остался ночевать, надеясь, что утром кто-нибудь появится. В пять утра погромщики выломали дверь, вытащили его из постели, избили до полусмерти, а потом заставили смотреть, как сжигают его родной дом.

В ту ночь цивилизованные немцы зверствовали по всему Лейпцигу, по всей стране. Почти все еврейские дома и предприятия в моем городе были разгромлены, разрушены, сожжены или иным образом уничтожены, как и наши синагоги. Как и наши люди.
И самым страшным во всем этом было то, что против нас выступили не только нацистские солдаты и фашистские головорезы. Обычные граждане, наши друзья и соседи, с которыми наша семья дружила ещё до моего рождения, присоединились к насилию и грабежам. Когда толпа устала от погромов, всех евреев, которых удалось схватить — среди них было много маленьких детей, — согнали в кучу и стали бросать в реку, по которой я в детстве катался на коньках. Лёд был тонкий, а вода — ледяной. А мужчины и женщины, среди которых я вырос, стояли на берегу, плевались и глумились над людьми, которые пытались выбраться из воды.
«Стреляйте в них! — вопили они. — Стреляйте в еврейских собак!»
Что произошло с нашими немецкими друзьями? Почему они стали убийцами? Почему наслаждались нашими страданиями? Как можно превратить друзей во врагов и испытывать к ним такую ненависть? Куда исчезла Германия, которая вызывала у меня чувство гордости, страна, где я родился, страна моих предков? Как случилось, что за одну ночь друзья, соседи, коллеги стали заклятыми врагами?
Так как Эдди был сильно избит, его первоначально направили в госпиталь, но после выздоровления, в числе других евреев, интернировали в концентрационный лагерь Бухенвальд.
По прибытии в лагерь Эдди, как Вальтера Шляйфа, узнал один из солдат SS Хельмут Хоэр; они вместе жили в детдоме в Тутлингене.

Бедный Хельмут — он и не предполагал, что я еврей. Никогда я не видел его таким шокированным и растерянным. И знаете — он искренне хотел мне помочь! Конечно, он не мог позволить мне бежать, но пообещал сделать для меня все, что в его силах. И не обманул: отправился к начальнику лагеря и поручился за меня, аттестовав как порядочного человека и прекрасного инструментальщика. А нацистам такие мастера были нужны…
Хоэр поручился за Эдди, и, спустя шесть месяцев пребывания в Бухенвальде, Эдди получил перевод из лагеря на авиационный завод в Дессау.

Меня заставили подписать трудовой договор и расписку в том, что в лагере обо мне постоянно заботились, хорошо кормили, и моё пребывание в нём было комфортным. Затем был составлен план моего перевода, отражавший то, на каких условиях и как именно он будет проводиться. В рамках этой сделки моему отцу разрешалось забрать меня из Бухенвальда и отвезти домой, где я мог провести несколько часов с мамой, а потом сопроводить на авиационный завод в Дессау, на котором я работал бы до последнего вздоха.
2 мая 1939 года отец забрал Эдди из Бухенвальда на арендованной машине, но, вместо Дессау, направился прямо к бельгийской границе, незаконно пересёк её, после чего он и Эдди были арестованы бельгийскими властями. Некоторое время содержались в местной тюрьме, но были признаны беженцами и отпущены на свободу.
После освобождения Эдди отправился во Францию, где опять был арестован нацистами и заключён в концентрационный лагерь Гюрс, откуда через семь месяцев был отправлен поездом в лагерь смерти Освенцим. Эдди с восемью другими заключёнными совершили побег из поезда по дороге в лагерь незадолго до прибытия в Страсбург. После побега Эдди связался со своей семьёй и укрылся в Бельгии, где на тот момент проживали его отец, мать, сестра и две тётки.
В октябре 1943 года всю семью арестовало гестапо, после чего их депортировали в Освенцим. Обе тётки Эдди погибли по дороге в лагерь, когда поезд долгое время простоял в туннеле, и часть заключённых задохнулась. Его 43-летняя мать и 50-летний отец были убиты в газовой камере по прибытии. Хенни Якубович смогла выжить в лагере. Жизнь самого Эдди спасло его умение изготавливать хирургические инструменты, он был признан «экономически незаменимым» для лагеря заключённым.
В связи с наступлением советских войск в начале 1945 года Эдди был перемещён в один из подведомственных лагерей, откуда совершил побег в марте 1945-го.
Два месяца скрывался в пещере в близлежащем лесу, питаясь улитками, червями и дождевой водой. В июне 1945-го его обнаружили солдаты армии США, на тот момент Эдди был сильно истощён, болен холерой и брюшным тифом. Был помещён в военный госпиталь США.

## После войны
После выздоровления вернулся в Бельгию, где познакомился с Флорой Молхо, пара поженилась в 1946 году.
В 1950 году Эдди вместе с женой, первым сыном, сестрой и тёщей иммигрировали в Австралию, там поселились в Сиднее.
В Сиднее Эдди работал в инженерном магазине, а его жена швеёй. Впоследствии оба вышли на рынок недвижимости.
Эдди был волонтером в Еврейском музее Сиднея с ноября 1992 года до его закрытия из-за COVID-19 в марте 2020 года.
У Эдди и Флоры было двое сыновей, Майкл и Андре, четверо внуков и пятеро правнуков.
В 2013 году Эдди получил медаль Ордена Австралии за службу австралийской еврейской общине.
В 2019 году он прочитал лекцию о своём жизненном опыте во время конференции TEDx в Сиднее.
В 2020 году Эдди выпустил книгу «Самый счастливый человек на Земле», ставшую бестселлером.

## Смерть
Эдди Яку умер 12 октября 2021 года в возрасте 101 года в доме престарелых в Сиднее.